# Plagiorchiata
Sous-ordre
Les Plagiorchiata sont un sous-ordre de vers plats parasites.

## Liste des familles
Selon ITIS (4 août 2019) :
- famille Allassogonoporidae Odening, 1964
- famille Anchitrematidae
- famille Anenterotrematidae
- famille Auridistomidae Stunkard, 1924
- famille Brachycoeliidae Odening, 1964
- famille Calycodidae
- famille Cephalogonimidae
- famille Cephaloporidae
- famille Cortrematidae
- famille Dicrocoeliidae
- famille Dolichoperidae
- famille Encyclometridae
- famille Eumegacetidae
- famille Haematoloechidae Odening, 1964
- famille Laterotrematidae Yamaguti, 1958
- famille Lecithodendriidae
- famille Macroderidae
- famille Macroderoididae
- famille Mesocoeliidae Dollfus, 1933
- famille Microphallidae
- famille Ochetosomatidae
- famille Omphalometridae
- famille Opisthogonimidae
- famille Pachypsolidae Yamaguti, 1958
- famille Plagiorchiidae
- famille Pleurogenidae
- famille Prosthogonimidae Nicoll, 1924
- famille Renicolidae
- famille Rhytidodidae
- famille Stomylotrematidae
- famille Telorchiidae Nicoll, 1924